# Eleição para governador do Arizona em 2010
A eleição para governador do estado americano do Arizona em 2010  aconteceu em 2 de novembro de 2010, enquanto as primárias foram realizadas em 24 de agosto de 2010.
A então governadora Jan Brewer é escolhida candidata do partido republicano, com 81% dos votos, contra 8% de Mills Buz seu principal concorrente. O partido democrata escolheu de forma unanime Terry Goddard.
O Partido Libertário tem como candidato Barry Hess que venceu a primária com 43% dos votos, Hess foi candidato ao senado em 2000, quando teve 5% dos votos, também foi candidato ao governo em 2002 quando obteve 1% dos votos, e em 2006 quanto obteve quase 2% dos votos. Jan Brewer foi reeleita com 938.934 votos, cerca de 54% dos votos válidos.

## Primária Democrata

### Candidatos
- Terry Goddard, procurador geral do Arizona[1]

Recusados
- Phil Gordon, prefeito de Phoenix
- Neil Giuliano, ex-prefeito de Tempe

## Primária Republicana

### Candidatos
- Jan Brewer, governadora em exercício

Desistiu
- Dean Martin tesoureiro do estado, desistiu em 9 de julho de 2010 e deu apoio a Brewer[2]
- Owen Mills desitiu em 13 de julho de 2010[3]

Recusados
- Ex-governador Fife Symington[4]
- Ex-congressista J.D. Hayworth
- Xerife do Condado de Maricopa Joe Arpaio[5]
- Ex-presidente do partido republicano no estado John Munger[6]
- Prefeito de Paradise Valley Vernon Parker

### Pesquisas
| Fonte                              | Data                   | Jan Brewer (inc.) | Dean Martin | Buz Mills |
| ---------------------------------- | ---------------------- | ----------------- | ----------- | --------- |
| Rasmussen Reports                  | 16 de junho de 2010    | 72%               | 12%         | 16%       |
| Rasmussen Reports[ligação inativa] | 17 de maio de 2010     | 45%               | 18%         | 18%       |
| Public Policy Polling              | 23-25 de abril de 2010 | 25%               | 15%         | 11%       |
| Public Policy Polling              | 23-25 de abril de 2010 | 58%               | 16%         | 19%       |
| Rasmussen Reports                  | 13 de abril de 2010    | 26%               | 12%         | 18%       |
| Rasmussen Reports                  | 15 de março de 2010    | 20%               | 21%         | 19%       |
| Rasmussen Reports                  | 20 de janeiro de 2010  | 29%               | 27%         | --        |
| Rasmussen Reports                  | 18 de novembro de 2009 | 10%               | 22%         | --        |
| Public Policy Polling              | 21 de setembro de 2009 | 39%               | 26%         | --        |

### Resultados
| Primária Republicana | Primária Republicana | Primária Republicana | Primária Republicana | Primária Republicana | Primária Republicana | Primária Republicana |
| Partido              | Partido              | Candidato            | Votos                | %                    |                      |                      |
| -------------------- | -------------------- | -------------------- | -------------------- | -------------------- | -------------------- | -------------------- |
|                      | Republicano          | Jan Brewer           | 479.153              | 81,53%               |                      |                      |
|                      | Republicano          | Buz Mills*           | 51.001               | 8,68%                |                      |                      |
|                      | Republicano          | Dean Martin*         | 36.012               | 6,13%                |                      |                      |
|                      | Republicano          | Matthew Jette        | 19.611               | 3,34%                |                      |                      |
|                      | Republicano          | Brancos              | 1.906                | 0,32%                |                      |                      |
|                      |                      | Total                | Total                | 587.683              | 587.683              |                      |

* Abandonou antes da primária, mas ainda tinha seu nome na cédula de votação

## Primária Libertária

### Candidatos
- Ronald Cavanaugh
- Barry Hess
- Bruce Olsen
- Alvin Ray Yount

### Resultados
|  | Partido Libertário (Estados Unidos) | Barry Hess       | 1.303 | 43,38% |
|  | Partido Libertário (Estados Unidos) | Bruce Olsen      | 612   | 20,37% |
|  | Partido Libertário (Estados Unidos) | Ronald Cavanaugh | 547   | 18,21% |
|  | Partido Libertário (Estados Unidos) | Brancos          | 299   | 9,95%  |
|  | Partido Libertário (Estados Unidos) | Alvin Ray Yount  | 243   | 8,09%  |
|  | Total                               | Total            | 3.004 | 3.004  |

## Eleição Geral

### Candidatos
- Jan Brewer (R)
- Terry Goddard (D)
- Barry Hess (L)
- Larry Gist (G)

### Pesquisas
| Fonte                  | Data                   | Terry Goddard (D) | Jan Brewer (R) |
| ---------------------- | ---------------------- | ----------------- | -------------- |
| Rasmussen Reports      | 28 de outubro de 2010  | 39%               | 53%            |
| BRC Polls              | 11 de outubro de 2010  | 35%               | 38%            |
| Rasmussen Reports      | 3 de outubro de 2010   | 39%               | 55%            |
| Rasmussen Reports      | 7 de setembro de 2010  | 38%               | 60%            |
| Rasmussen Reports      | 25 de agosto de 2010   | 38%               | 57%            |
| Rasmussen Reports      | 21 de julho de 2010    | 37%               | 56%            |
| Rasmussen Reports      | 29 de junho de 2010    | 35%               | 53%            |
| Rasmussen Reports      | 17 de maio de 2010     | 39%               | 52%            |
| Rasmussen Reports      | 27 de abril de 2010    | 40%               | 48%            |
| Public Policy Polling  | 23-25 de abril de 2009 | 44%               | 47%            |
| Rasmussen Reports      | 14 de abril de 2010    | 40%               | 44%            |
| Rasmussen Reports      | 16 de março de 2010    | 45%               | 43%            |
| Rasmussen Reports      | 20 de janeiro de 2010  | 43%               | 42%            |
| Rasmussen Reports      | 18 de novembro de 2009 | 44%               | 42%            |
| Rasmussen Reports      | 27 de setembro de 2009 | 42%               | 40%            |
| Publicy Policy Polling | 7 de setembro de 2009  | 36%               | 46%            |

### Resultados
|  | Republicano                         | Jan Brewer    | 938.934   | 54,28%    |
|  | Democrata                           | Terry Goddard | 733.935   | 42,43%    |
|  | Partido Libertário (Estados Unidos) | Barry Hess    | 38.722    | 2,24%     |
|  | Verde                               | Larry Gist    | 16.128    | 0,93%     |
|  | Total                               | Total         | 1.729.736 | 1.729.736 |